# Porcheville
Porcheville – miejscowość i gmina we Francji, w regionie Île-de-France, w departamencie Yvelines. Przez miejscowość przepływa Sekwana. 
Według danych na rok 1990 gminę zamieszkiwało 2596 osób, a gęstość zaludnienia wynosiła 562 osób/km² (wśród 1287 gmin regionu Île-de-France Porcheville plasuje się na 429. miejscu pod względem liczby ludności, natomiast pod względem powierzchni na miejscu 706.).